# 新井映子
新井 映子（あらい えいこ、1955年5月 - ）は、日本の家政学者（調理科学・食品加工学）。学位は、博士（歯学）（長崎大学・1993年）、博士（農学）（東京大学・1994年）。静岡県立大学名誉教授。
東京学芸大学教育学部助手、島根大学教育学部助教授、静岡大学教育学部教授、静岡県立大学食品栄養科学部教授などを歴任した。

## 来歴

### 生い立ち
1955年生まれ。東京学芸大学に進み、教育学部にて学んだ。1978年、東京学芸大学を卒業すると、そのまま東京学芸大学の大学院に進学し、教育学研究科にて学んだ。1980年、東京学芸大学大学院の修士課程を修了した。なお、後年、長崎大学より、博士（歯学）の学位を取得した。同様に、東京大学より、博士（農学）の学位を取得した。

### 研究者として
大学院を修了した1980年、東京学芸大学に採用され、教育学部の助手として勤務した。1995年、島根大学に転じ、教育学部にて助教授に就任した。1998年には、静岡大学に転じ、教育学部の助教授として着任した。その後、2001年には、静岡大学の教育学部にて教授に昇任した。2010年、静岡県立大学に転じ、食品栄養科学部にて教授に就任した。食品栄養科学部においては、栄養生命科学科の教授として調理科学研究室を主宰していた。また、同時に、静岡県立大学大学院では、生活健康科学研究科にて食品栄養科学専攻の教授を兼務した。2012年、生活健康科学研究科が薬学研究科と統合・再編され、新たに2研究院1学府が発足した。それにともない、新設された食品栄養環境科学研究院においても、教授を兼務することとなった。2021年3月31日、静岡県立大学を定年退職した。なお、永年の功績により、静岡県立大学より名誉教授の称号が授与されている。その後、放送大学において客員教授を兼任していた。

## 研究
専門は家政学であり、特に調理科学や食品加工学といった分野を手掛けている。具体的な例としては、穀類について、その調理特性改変に纏わる研究に取り組んでいる。また、機能性成分を附与した食物について、その開発に取り組むとともに、あわせて特性の評価を手掛けている。さらに、高齢者に向けた食事や介護用の食事の開発も手掛けており、そちらについても、その特性の評価を研究している。
また、油脂の粉末化について、多孔質化したイヌリンを賦形剤として用いる新たな手法を考案した。従来の手法では、油脂の粉末化を行う場合、乳化剤や結晶セルロースといった食品添加物を使用していた。これに対して、新井は、多孔質化したイヌリンを賦形剤として使用する手法を提案している。この手法は、従来の手法よりも簡便であり、なおかつ、食味に優れた粉末油脂を製造することができるとされている。
所属する学会としては、日本調理科学会、日本食品科学工学会、日本農芸化学会、日本食物繊維学会、基礎歯科医学会、日本レオロジー学会など、多岐にわたる。日本咀嚼学会では常任理事に就任している。また、日本応用糖質科学会では、総務を担当する理事に就任している。そのほか、日本家政学会の代議員などを務める。

## 略歴
- 1978年 - 東京学芸大学教育学部卒業。
- 1980年 - 東京学芸大学大学院教育学研究科修士課程修了。
- 1980年 - 東京学芸大学教育学部助手。
- 1995年 - 島根大学教育学部助教授。
- 1998年 - 静岡大学教育学部助教授。
- 2001年 - 静岡大学教育学部教授。
- 2010年 - 静岡県立大学食品栄養科学部教授。
- 2021年 - 静岡県立大学退職。
- 2021年 - 静岡県立大学名誉教授。

## 著作
- 「高圧処理による古米の炊飯特性の改良」『生物と食品の高圧科学』さんえい出版、1993年、116-123頁。
- 「Video-fluorographyを応用した咀嚼中食物の動的解析」『老化抑制と食品――抗酸化・脳・咀嚼』アイピーシー、2002年、339-348頁。
- 「クッキーの咀嚼・嚥下特性に与えるグルテン構成たんぱく質組成の影響」『摂食・嚥下リハ学会誌』10巻、2006年、142-151頁。